# Volóc
Volóc (ukránul: Воловець [Volovec], szlovákul: Volovec) szeliscse Ukrajnában, Kárpátalján, a Munkácsi járásban. Volóc község székhelye. Lakosainak becsült száma 2019. január 1-jei állapot szerint 5128 fő. Néprajzi szempontból Bojkóföldhöz tartozik, lakóinak többsége bojkó.

## Fekvése
Szolyvától 30 km-re északkeletre fekszik. 1889-ben Almamezőt csatolták hozzá, ma Kanora is ide tartozik.

## Nevének eredete
Nevének ukrán jelentése: „terület, ahol a szarvasmarhacsorda telelt”.

## Története
Egykori birtokosa a Schönborn család volt.
1910-ben 1538, többségben ruszin lakosa volt, jelentős magyar és német kisebbséggel.
A trianoni békeszerződésig Bereg vármegye Alsóvereckei járásához tartozott.
A 2020-as ukrajnai közigazgatási reformig a Volóci járás székhelye volt.
2022. május 3-án az orosz–ukrán háborúban rakétatalálat érte a település vasútállomását és egy elektromos alállomást. Ez volt az első orosz támadás Kárpátalja területén a háború során. A légi indítású robotrepülőgépeket a Kaszpi-tenger térségéből stratégiai bombázókról indították.

## Közlekedés
A települést érinti a Csap–Bátyú–Munkács–Lviv-vasútvonal.

## Nevezetességek
- Görögkatolikus temploma a 17–18. században épült, Jézus mennybemenetelének tiszteletére szentelték.